# Troy Greenidge
 Troy Greenidge (sinh ngày 30 tháng 8 năm 1992) là một cầu thủ bóng đá người Saint Lucia hiện tại thi đấu cho Northern United All Stars ở Saint Lucia Gold Division, và đội tuyển bóng đá quốc gia Saint Lucia.

## Sự nghiệp
Greenidge ra mắt cho đội tuyển bóng đá quốc gia Saint Lucia năm 2013 trước Grenada. Bàn thắng đầu tiên đến từ trận lượt đi tại Vòng loại giải vô địch bóng đá thế giới 2018 khu vực Bắc, Trung Mỹ và Caribe (Vòng 2) trước Antigua và Barbuda trong chiến thắng 3-1 đầy thuyết phục. Anh cũng từng đại diện đội tuyển bóng đá U-17 quốc gia Saint Lucia.

### Bàn thắng quốc tế
Tỉ số và kết quả liệt kê bàn thắng của St Lucia trước.
| # | Ngày                | Địa điểm                                  | Đối thủ            | Tỉ số | Kết quả | Giải đấu                                                                              |
| - | ------------------- | ----------------------------------------- | ------------------ | ----- | ------- | ------------------------------------------------------------------------------------- |
| 1 | 10 tháng 6 năm 2015 | Sân vận động Sir Vivian Richards, Antigua | Antigua và Barbuda | 3-1   | 3-1     | Vòng loại giải vô địch bóng đá thế giới 2018 khu vực Bắc, Trung Mỹ và Caribe (Vòng 2) |